# Maurício Britânico
Maurício era uma colônia da Coroa na costa sudeste da África. Anteriormente parte do Império Colonial Francês, o domínio britânico em Maurício foi estabelecido dec fato com a invasão da Ilha de França em novembro de 1810, e de jure pelo subsequente Tratado de Paris. O domínio britânico terminou em 12 de março de 1968, quando Maurício se tornou um país independente.

## História
A Ilha de França, que consistia em Maurício e algumas outras ilhas, estava sob domínio francês desde 1715. Entretanto, durante as Guerras Napoleônicas, apesar da vitória naval francesa na Batalha de Grand Port, de 20 a 27 de agosto de 1810, Maurício foi capturado em 3 de dezembro de 1810 pelos britânicos sob o comando do Comodoro Josias Rowley. A posse britânica da ilha foi confirmada quatro anos depois pelo Tratado de Paris, em 1814. No entanto, as instituições francesas, incluindo o Código de Direito Napoleônico, foram mantidas, e a língua francesa ainda era mais amplamente usada que o inglês. 
A administração britânica, com Robert Townsend Farquhar como primeiro governador, trouxe rápidas mudanças sociais e econômicas. Uma das mais importantes foi a abolição da escravatura em 1º de fevereiro de 1835. Cerca de 3.000 fazendeiros franco-maurícios receberam a sua parte da compensação do governo britânico de 20 milhões de libras esterlinas (£ 20 milhões) pela libertação de cerca de 20.000 escravos, que tinham sido importados de África e Madagáscar durante a ocupação francesa.  
O povo crioulo mauriciano tem suas origens nos proprietários de plantações e escravos que trabalhavam nas plantações de açúcar. Os indo-maurícios são descendentes de imigrantes indianos que chegaram no século XIX via Aapravasi Ghat para trabalhar como trabalhadores contratados após a abolição da escravidão. Incluídos na comunidade indo-maurícia estão os muçulmanos (cerca de 17% da população) do subcontinente indiano. Em 1885, uma nova constituição foi introduzida. A eleição geral de 1886 na Maurícia foi a primeira a ser realizada sob a nova constituição, mas com um direito de voto estrito que permitiu que pouco mais de um por cento da população votasse. A elite franco-maurícia controlava quase todas as grandes propriedades açucareiras e era ativa nos negócios e no setor bancário. À medida que a população indiana se tornou numericamente dominante e o direito de voto foi ampliado, o poder político passou dos franco-maurícios e seus aliados crioulos para os indo-maurícios. 
Conflitos surgiram entre a comunidade indiana (principalmente trabalhadores da cana-de-açúcar) e os franco-mauricianos na década de 1920, resultando em várias mortes (principalmente de indianos). Depois disso, o Partido Trabalhista de Maurício foi fundado em 1936 por Maurice Curé para salvaguardar os interesses dos trabalhadores. Curé foi sucedido um ano depois por Emmanuel Anquetil, que tentou obter o apoio dos trabalhadores portuários e foi assim exilado para a ilha de Rodrigues em 1938.  Após sua morte, Guy Rozemont assumiu a liderança do partido. Após os motins de Uba em 1937, o governo britânico local instituiu reformas significativas que desbancaram os sindicatos, melhoraram os canais de arbitragem entre trabalhadores e empregadores e melhoraram as condições de trabalho.   No entanto, revoltas ainda mais mortais eclodiram novamente em 1943, ficando conhecidas como o Massacre de Belle Vue Harel. 
No período imediatamente anterior à declaração oficial de independência e à transferência do poder para um governo independente, a ilha foi abalada por uma série de distúrbios étnicos, como os distúrbios raciais de Maurício em 1965, os distúrbios de agosto de 1967 e o período de dez dias de distúrbios violentos (janeiro de 1968), resultantes de tensões étnicas. 